# Eucoptacra praemorsa
Eucoptacra praemorsa är en insektsart som först beskrevs av Carl Stål 1861.  Eucoptacra praemorsa ingår i släktet Eucoptacra och familjen gräshoppor. Inga underarter finns listade i Catalogue of Life.